# كاثلين كاين
كاثلين Granahan كين (بالإنجليزية: Kathleen Kane)‏ (ولد كاثلين مارغريت Granahan; 14 يونيو 1966) هي سياسية أميركية ومحامية، شغلت المنصب 48 النائب العام من ولاية بنسلفانيا ، تخدم من كانون الثاني / يناير 2013 إلى أغسطس من عام 2016. كانت أول أنثى ديمقراطية تنتخب في هذا المنصب.

## النشأة والتعليم
ولدت كاثلين مارغريت Granahan ، كين نشأت على الجانب الغربي من سكرانتون بولاية بنسلفانيا حيث حضرت غرب سكرانتون في المدرسة الثانوية. كين حصل على بكالوريوس العلوم درجة البكالوريوس في الدراسات الدولية من جامعة سكرانتون في عام 1988 دكتوراه من جامعة تمبل في كلية القانون في عام 1993.